# برندن کاول
برندن کاول (انگلیسی: Brendan Cowell؛ زادهٔ ۱۶ اوت ۱۹۷۶) بازیگر، فیلم‌نامه‌نویس و کارگردان فیلم اهل استرالیا است. وی دانش‌آموختهٔ دانشگاه چارلز استورت در بثرست، نیو ساوت ولز است.
از فیلم‌ها یا مجموعه‌های تلویزیونی که وی در آن‌ها نقش داشته‌است، می‌توان به عدالت ملکه، خانواده بورجا، نشریات، ماسک میمون، برای پایان دادن به تمام جنگ‌ها و خانه و دوری اشاره نمود.